# Carum leucocoleon
Carum leucocoleon är en flockblommig växtart som beskrevs av Pierre Edmond Boissier och Alfred Huet du Pavillon. Carum leucocoleon ingår i släktet kumminsläktet, och familjen flockblommiga växter. Inga underarter finns listade i Catalogue of Life.